# Thalassic
Thalassic è l'ottavo album in studio del gruppo musicale finlandese Ensiferum, pubblicato nel 2020.

## Tracce
1. Seafarer's Dream (instrumental) – 3:01
2. Rum, Women, Victory – 4:16
3. Andromeda – 4:04
4. The Defence of the Sampo – 4:50
5. Run from the Crushing Tide – 4:22
6. For Sirens – 4:40
7. One with the Sea – 6:10
8. Midsummer Magic – 3:42
9. Cold Northland (Väinämöinen Part III) – 8:41

Digipak bonus tracks
1. Merille lähtevä – 3:47 (testo: trad.)
2. I'll Stay by Your Side (The Lollipops cover) – 2:49

Box set bonus CD
1. Rum, Women, Victory (demo) – 4:13
2. Andromeda (demo) – 3:59
3. The Defence of the Sampo (demo) – 3:53
4. Axe of Judgement (demo) – 4:40
5. Heathen Horde (demo) – 4:14
6. One Man Army (demo) – 4:28
7. Warrior Without a War (demo) – 4:53
8. Cry for the Earth Bounds (demo) – 7:08
9. Two of Spades (demo) – 3:33
10. My Ancestors' Blood (demo) – 4:24
11. Descendants, Defiance, Domination (demo) – 11:01
12. Candour and Lies (demo) – 4:12

## Formazione
- Petri Lindroos – voce, chitarra
- Markus Toivonen – chitarra, cori
- Sami Hinkka – basso, voce, chitarra, bouzouki
- Janne Parviainen – batteria, percussioni
- Pekka Montin – voce, tastiera (eccetto tracce 4–12  bonus CD)
- Emmi Silvennoinen – tastiera, organo Hammond, piano, voce (tracce 4–12 bonus CD)